# PEEK
Polyetereterketon (PEEK) är en kristallin termoplast med goda mekaniska egenskaper, goda isoleringsegenskaper och mycket god hydrolysbeständighet. PEEK har en brottspänning på 100 MPa och en E-modul på 4,1 GPa. Den har en glastemperatur, Tg, på 143 °C och en smälttemperatur, Tm, på 343 °C.

Polymerisering av PEEK

PEEK är en plast som bland annat används som isoleringsmaterial. Bland annat tack vare PEEK:s goda hydrolysbeständighet har materialet på senare tid uppmärksammats som ett biomaterial med goda utvecklingsmöjligheter. 
På grund av sin låga utgasning används PEEK ofta som isolatormaterial i applikationer som kräver högvacuum och ultrahögvacuum.  
PEEK används med fördel i hållare till rullningslager (kullager och rullager). Låg vikt, hög brottsspänning och låg glidfriktion är några av fördelarna med materialet.  